# 張時俊 (萬曆進士)
張時俊（1575年—？），字克邁，號嗣窗，山东沂水縣人，明朝政治人物。

## 生平
九月三十日生。万历二十八年（1600年）庚子科山東鄉試第七十一名舉人，四十一年（1613年）癸丑科三甲进士，户部觀政，四十二年（1614）任河南内乡县知縣，四十六年本省同考，四十八年升任工部都水司主事，天啓二年升员外郎，清江管舡，四年升郎中，出任太原府知府，七年補开封府知府。

## 家族
曾祖张紀。祖张九功。父张乾，冠县教谕，贈工部都水司主事。母陳氏，封太恭人。弟時英（贡生、怀庆府通判）、時叙（贡士、淄川教谕）。娶江氏，封宜人，生六子：际明、翊明、瑞明、應明、础明、翰明。